# Hiroki Sugimura
Hiroki Sugimura (杉村 弘樹 Sugimura Hiroki?) es uno de los personajes de la novela Battle Royale. En la película y el manga tiene el mismo nombre. En la película el papel de Hiroki Sugimura fue interpretado por Sousuke Takaoka.

## Características
Koushun Takami, autor de la novela y coescritor del manga, explicó que en la versión del manga se hace hincapié en el miedo de Sugimura hacia la violencia.

## Antes del juego
Hiroki Sugimura es uno de los estudiantes de la clase de tercer año del instituto Shiroiwa de la ciudad ficticia de Shiroiwa (en la prefectura de Kagawa en la novela y el manga mientras que en la película es en la prefectura de Kanagawa). En la novela, Sugimura era zurdo de nacimiento, igual que Shinji Mimura, sin embargo practicó durante su niñez para volver dominante su mano derecha lo que le significaría cierta ventaja durante el juego al poder disparar con ambas manos. Sugimura, en todas las versiones, es un chico introvertido, amable, valiente, sensible y buena persona.
Sugimura era uno de los mejores amigos de la chica número 13, Takako Chigusa, que estaba enamorada de él pero no se lo dijo hasta encontrarse durante el Battle Royale. Cuando Sugimura era más pequeño, fue acosado por niños mayores y cuando lo golpeaban, Sugimura sólo se quedaba de pie y lo permitía, cosa que Chigusa nunca entendió. Sugimura decidió aprender kenpo en un intento de demostrar que no era tan débil, cuando después se convirtió en un genio del kenpo no le fue necesario usarlo.
En el manga, lo que Sugimura practica es Kung-fu, y uno de sus principios es no golpear nunca a una persona a traición (por la espalda) ni tampoco a una persona que tenga desventaja frente a él, la única vez que se le ve golpear a alguien antes del programa es cuando un grupo de matones pretendía golpearlo por considerar antinacionalista que practicara un arte marcial extranjero, cosa que él estaba dispuesto a permitir para no faltar a sus principios, sin embargo cuando Shuya Nanahara se involucró intentando detenerlos, Sugimura los golpeó de forma implacable para defender a su compañero, siendo este el inicio de su amistad según el manga.
Sugimura tiene la costumbre de tocar su nariz mientras piensa qué decir, cosa que Chigusa no soporta. Sugimura es amigo también de Shinji Mimura y lleva bastante tiempo enamorado de Kayoko Kotohiki. Aparte del Kung-fu, se nombra que Sugimura realiza distintos deportes. En el manga y en la película, Sugimura juega también al baloncesto. En el manga juega también al béisbol y una de sus aficiones es leer poesía china. En la novela y en el manga se comenta que Sugimura es uno de los chicos más altos de clase, con una estatura aproximada de 1,82 metros.
Sugimura suele estar en el grupo de Nanahara y Mimura y es uno de los estudiantes más respetados y populares de la clase, aunque allí también tiene enemigos como Kazushi Niida, que está enamorado de Takako Chigusa, Toshinori Oda y la pandilla de Kazuo Kiriyama que piensan que Sugimura tiene un "complejo de luchador" porque se niega a unirse a ellos en una trifulca.
En el manga, la historia sobre el amor que siente Sugimura hacia Kotohiki es distinta. Ella asiste a clases de Ikebana en el mismo centro cultural donde Sugimura practica kenpo. Al terminar la clase de Kenpo, desde la ventana, Sugimura casi todos los días observaba a Kotohiki trabajar con las flores. El profesor de Kenpo de Sugimura y Mimura lo descubren espiándola y comprenden que siente algo por ella. Kotohiki y Sugimura hablan por primera vez en el colegio cuando ella descubre que Sugimura oculta una cría de gato dentro de su pupitre, le da consejos de como cuidar al gato y le explica que ella tiene tres gatitos en su casa, por lo que sabe manejar bien la situación. En el manga se revela que Kotohiki sentía cierto temor a Sugimura ya que éste practicaba artes marciales, pero al verlo con el gato comprende que en verdad es un chico sensible y bueno.
En la película, Sugimura es un jugador de baloncesto del equipo de la clase de 3.ºB, junto con Shinji Mimura, Shuya Nanahara, Keita Iijima, Sho Tsukioka y Kazuhiko Yamamoto, juntos tuvieron un partido contra el equipo de 3.ºA, al cual derrotan, según algunos recuerdos de Takako Chigusa, se da a entender que son amigos desde hace mucho y cada vez que ella salía a entrenar corriendo por la ciudad Sugimura la acompañaba montando en bicicleta.

## En el juego
Cuando su clase es seleccionada para participar en Battle Royale, su arma asignada es un detector GPS que señala específicamente la posición de cada collar Guadalcanal 22 en la isla, aunque a diferencia de la unidad de monitoreo utilizada por Sakamochi y los militares, no especifica la identidad de los portadores, si están vivos o muertos, no transmite sus conversaciones ni permite detonar sus collares. En la novela y en el manga, el GPS no le causa ninguna desventaja, ya que lo puede utilizar para evitar enfrentarse a sus compañeros, además de sus conocimientos sobre técnicas marciales que utiliza con un bō que pudo improvisar con el mango de una escoba y le resultaría efectivo a lo largo de la historia en más de una ocasión, más adelante, Sugimura consigue una pistola Colt. M1911 después de encontrarse con Mitsuko Souma.
Al salir del colegio intentó esperar a Chigusa, pero lo distrajo la presencia de Yoshio Akamatsu en el momento que la muchacha esta salió y como ella escapó a toda velocidad no fue capaz de hacerle notar su presencia o seguirla; tras esto Sugimura se pasa la mayor parte del juego buscando a Chigusa y Kotohiki. Cuando consigue encontrar a Chigusa, está malherida y muere en sus brazos después de confesarle su amor y preguntarle si está enamorado de alguien. Él le confiesa que está enamorado de otra chica. Más adelante, Sugimura se encuentra con el grupo de Nanahara en la clínica de la isla (este encuentro sólo es dado en la novela y en el manga). Charlan unos minutos y Nanahara le invita a unirse al grupo, Sugimura declina la invitación pero porque está buscando a Kotohiki. Al final llegan a un acuerdo, Sugimura se unirá al grupo en cuanto encuentre a Kotohiki, cuando suceda les mandará una señal a través del humo de un par fogatas y en cuanto Kawada las vea hará sonar periódicamente un silbato para aves de forma que Sugimura siga el sonido hasta encontrar su localización sin que el resto se entere. Sugimura les advierte que Mitsuko Souma y Toshinori Oda son enemigos peligrosos. El grupo consigue que Sugimura recobre la esperanza.
Sugimura se encuentra con bastantes personas a lo largo del juego, el grupo principal (Shuya Nanahara, Shōgo Kawada y Noriko Nakagawa), Kazuo Kiriyama, Mitsuko Souma, Toshinori Oda, Shinji Mimura, las chica del faro y encuentros post mortem. Los encuentros varían dependiendo de la versión. En el manga, se encuentra con Kiriyama varias veces. La primera vez unos minutos después de ver al grupo principal, cuando Nanahara distrae a Kawada para salvar a Kawada y Nakagawa. Sugimura consigue distraer a Kiriyama para que Nanahara se salve. La segunda vez cuando se encuentra con Toshinori Oda y, en un momento de despiste de Kiriyama, Sugimura consigue huir. Y la tercera vez cuando Kiriyama y él se enfrentan cuerpo a cuerpo casi al final del manga. En este último enfrentamiento, Kiriyama habla por primera vez desde el tomo dos.
En la novela es el único personaje, además de Kawada, que no sólo enfrenta Kiriyama en igualdad de condiciones sino que muestra habilidades de pelea superiores. Tras la masacre del faro, Sugimura regresa para comprobar que las muchachas y Nanahara estén a salvo pero solo encuentra los cadáveres de las chicas y que Shuya se ha marchado, allí llega al mismo tiempo Kiriyama quien intenta asesinarlo, pero las habilidades de pelea de Sugimura le dan rápidamente la ventaja y solo con su bastón logra desarmar a su oponente y golpearlo de forma tal que no puede defenderse, posteriormente le dispara ocho balas a quemarropa ignorando que Kazuo llevaba el chaleco antibalas de Oda lo que le permite herir a Sugimura en un costado con un cuchillo y aunque esta herida no es fatal a la larga es una de las causas que lo llevan a morir acribillado.
A pesar de haber muerto, Hiroki Sugimura en la novela posee el destacable logro de haber sido, entre todos los alumnos del salón, el único que fue emboscado por Mitsuko Souma y también por Kazuo Kiriyama y en ambas ocasiones los enfrentó, desarmó y logró salir con vida.

## Destino
En todas las versiones, Sugimura muere casi al final de la historia.
En la novela al regresar al faro tras la masacre de las muchachas, Sugimura se encuentra y enfrenta a Kiriyama, siendo esta la única versión que lo muestra como un peleador más fuerte e implacable que su oponente, quien recibe una golpiza de su parte, sin embargo logra apuñalar a Sugimura antes de verse obligado a huir. Aun así Hiroki decide continuar buscando a Kayoko Kotohiki para ponerla a salvo. Sugimura camina por el bosque algo desorientado por su herida y camina a la espalda de la muchacha que está oculta en un claro muy asustada. Kotohiki, pensando que quería matarla, le dispara sin darle oportunidad a explicarse causando su muerte. Antes de fallecer, Sugimura le confiesa su amor y le explica el plan que hizo con Nanahara para escapar de la isla (ignorando que Kazuo Kiriyama y Mitsuko Souma están escuchándoles). Sugimura muere y Kotohiki queda trastocada no solo porque este casi no le da importancia al hecho de estar muriendo ante la preocupación por que ella se ponga a salvo, sino también por haber asesinado a alguien que la quería e intentaba protegerla; sin embargo momentos después es asesinada por Mitsuko.
En la película la muerte de Sugimura es muy parecida a la de la novela. Kiriyama no hiere de gravedad a Sugimura (este cojea al tirarse por el acantilado después del enfrentamiento con Kiriyama), así que Kotohiki es la única responsable. Sugimura la encuentra dentro de un almacén abandonado. Ella está oculta debajo de unos barriles y con su arma en la mano, una pistola Glock 17 de acero inoxidable. Kotohiki hace un ruido que delata su posición. Sugimura le empieza a llamar en alto para que salga de su escondite y Kotohiki lo acribilla hasta vaciar su arma pensando que Sugimura le quiere atacar. Cuando se le acaban las balas Sugimura, moribundo, le pide que huya porque alguien iría atraídos por los disparos. Kotohiki no entiende nada y le pregunta a Sugimura porque le dice eso así que él le confiesa que estaba enamorado de ella desde hace mucho tiempo y muere. Kotohiki queda trastornada y confusa pues Sugimura, uno de los chicos más populares del instituto, nunca le había dirigido la palabra. Sugimura muere justo antes que Kotohiki caiga muerta sobre de él a manos de Mitsuko Souma.
En el manga la muerte de Sugimura cambia totalmente respecto a las otras versiones. Después, al encontrar a Kotohiki, ésta no lo mata sino que se une a él y corren a buscar al grupo de Nanahara, Sugimura confiesa a la muchacha que la idea de tener que llegar a enfrentar a Kiriyama lo aterra al punto de paralizarse ya que desde mucho antes de llegar a la isla pudo atestiguar que es un ser sin remordimientos ni moral que nunca duda ni se contiene; para su desgracia es en ese mismo momento que se encuentran con Kiriyama.
Sugimura consigue quitarle sus armas a Kiriyama, dándole a entender que deben luchar cuerpo a cuerpo. Empiezan la pelea pero el muchacho no solo debe enfrentar a su oponente sino también al terror que este infunde en su corazón y que le impide actuar con calma por lo que pronto Kiriyama consigue amputarle los dedos de una mano y cegarlo de un ojo mientras Kotohiki queda como una mera testigo de todo. Sugimura luego de encontrarse en desesperación y miedo sin saber que hacer tiene una epifanía sobre la incapacidad de controlar el destino y como aceptar esto te lleva a la claridad mental con lo que logra recomponerse y enfrentar de igual a igual a Kiriyama lastimándolo en varias ocasiones, hasta que este logra mandarlo a volar contra un árbol dándolo por muerto, tras lo cual se dispone a matar a Kotohiki; sin embargo Sugimura le dispara con la UZI del mismo Kazuo, ya que todo había sido parte de su estrategia desde un comienzo para que lo arrojara en ese lugar y recoger el arma. Desgraciadamente mientras Kotohiki atiende al herido Sugimura, Kiriyama, que portaba el chaleco antibalas de Oda, se reincorpora y los asesina.

## Designación oficial en la clase
Hiroki Sugimura, Instituto de Shiroiwa, Noveno Grado, Clase B, Chico N.º 11.